# D'amour
Pour les articles ayant des titres homophones, voir Damour et D'Amour.
Albums de Éric Charden
Au milieu Je rocke ma vie
D'amour est le douzième album solo d'Éric Charden, sorti en 1984. 
Il en a écrit et composé lui-même les chansons, à l'exception de Anacunda, coécrite avec Michel Pelay.

## Liste des titres
1. On t’a revue en ville
2. Et le temps qui s’en fout
3. La différence
4. Le tiroir-cœur
5. L’amour bizarre
6. La fille qui dort dans mon piano
7. La dame en noir
8. Anacunda